# Scott Momaday
Scott Momaday (anglès: N. Scott Momaday)  (Lawton, 27 de febrer de 1934 - Santa Fe, 24 de gener de 2024) va ser un escriptor kiowa i membre de la Kiowa Gourd Dance Society que es va criar a la Nació Navajo. Es va graduar a la Universitat Stanford i va ser professor d'Humanitats a la Universitat d'Arizona.
El 1969 va obtenir el Premi Pulitzer per House made of dawn (1968). Altres obres seves són The Way to Rainy Mountain (1969), Angle of Geese (1974), The Gourd Dancer (1976), The Names (1976), The Ancient Child (1989), In the Presence of the Sun (1961-1991), The Man Made of Words (1997), In the Bear's House (1999), i Circle of Wonder (1994).